# AVN Award for Best Leading Actor
L'AVN Award for Best Leading Actor è un premio pornografico assegnato all'attore protagonista votato come migliore dalla AVN, l'ente che assegna gli AVN Awards, riconosciuti come i migliori premi del settore (paragonabile al Premio Oscar).
Come per gli altri premi, viene assegnato nel corso di una cerimonia che si svolge a Las Vegas, solitamente nel mese di gennaio, dal 2020.

## Vincitori

### Anni 2020
| Anno | Vincitore    | Titolo                |
| ---- | ------------ | --------------------- |
| 2020 | Seth Gamble  | Perspective           |
| 2021 | Seth Gamble  | A Killer on the Loose |
| 2022 | Tommy Pistol | Under the Veil        |
| 2023 | Seth Gamble  | Going Up              |
| 2024 | Tommy Pistol | Feed Me               |
| 2025 | Chad Alva    | Alive                 |